# Sibil·la de Barcelona
Sibil·la de Barcelona (1035 - 1074) fou infanta de Barcelona.

## Orígens familiars
Filla del comte de Barcelona Berenguer Ramon I i la seva segona esposa, Guisla de Lluçà, era neta per línia paterna del comte Ramon Borrell i Ermessenda de Carcassona. Fou germana, per part de pare, del també comte de Barcelona Ramon Berenguer I.

## Núpcies i descendents
Es casà el 1056 amb Enric de Borgonya, fill del duc Robert I de Borgonya i la seva primera esposa, Hèlia de Semur. D'aquesta unió nasqueren:
- l'infant Hug I de Borgonya (1057-1093), duc de Borgonya
- l'infant Eudes I de Borgonya (1058-1103), duc de Borgonya
- l'infant Robert de Borgonya (1059-1111), bisbe de Langres
- la infanta Hèlia de Borgonya (1061-?), religiosa
- la infanta Beatriu de Borgonya (1063-?), casada amb Guiu I de Vignory
- l'infant Reginald de Borgonya (1065-1092), abat
- l'infant Enric de Borgonya (1066-1112), comte de Portugal i pare del primer rei de Portugal, Alfons I de Portugal

Sibil·la de Barcelona morí el 1074 sent enterrada a Besançon.